# Dysschema flavopennis
Dysschema flavopennis là một loài bướm đêm thuộc phân họ Arctiinae, họ Erebidae.